# Uvatsky (huyện)
Huyện Uvatsky (tiếng Nga: ? райо́н) là một huyện hành chính tự quản (raion), của Tỉnh Tyumen, Nga. Huyện có diện tích 48115 kilômét vuông, dân số thời điểm ngày 1 tháng 1 năm 2000 là 20500 người. Trung tâm của huyện đóng ở Uvat.